# Michael Elwyn
Michael Elwyn (né le 23 août 1942 sous le nom de Michael B. Emyrs Jones) est un acteur gallois, connu pour son travail dans le film (Shadow Man), au théâtre (Le Public, dans le rôle d'Anthony Eden) et à la télévision (Stella).
Michael Elwyn est né à Pontypridd. Il est le compagnon de l'actrice Alison Steadman, et est surtout connu pour son rôle de Sir Edward dans la Série de la BBC, Robin des bois.

## Filmographie

### TV
| Année      | Titre                  | Rôle                      | Production        | Notes           |
| ---------- | ---------------------- | ------------------------- | ----------------- | --------------- |
| 1980       | Love in a Cold Climate | Roly                      | Thames Television |                 |
| 2002-2003  | Bad Girls              | Rév. Henry Mills          | Shed Productions  |                 |
| 2006       | Robin Des Bois         | Edward, le père de Marian |                   |                 |
| 2012, 2017 | Stella                 | Ken, le père de Stella    | Sky1              | Série régulière |
| 2013       | Da vinci's Demons      | Gentile Becchi            | Saison 1          |                 |

### Film
| 2006 | Shadow Man |

### Théâtre
| 2013 | The Audience |